# Amazake
L'amazake (甘酒) est, selon la variante, soit une boisson fermentée, une boisson peu alcoolisée à base de riz fermenté. C'est le saké traditionnel qu'on boit pendant la fête des poupées, Hina matsuri, le 3 mars au Japon.
Cette boisson date de la période Kofun (古墳時代, Kofun jidai) et elle est mentionnée dans le Nihon shoki (720). C'est un type de bière appartenant à la famille d'aliments japonais réalisés avec du kôji de même que le miso, la sauce soja ou le saké (nihonshu).
L'ajout de kōji aux grains de riz entier fournit les enzymes responsable de la transformation de l'amidon du riz en sucre simple et au goût sucré. Ainsi, lors du procédé de fermentation, l’amazake développe naturellement une saveur sucrée. Il contient 22,7 % de sucre en poids. La proportion de sucre est moitié composée de sucres simples (glucose et maltose) et l'autre moitié de sucres complexes.
Traditionnellement, l’amazake est utilisé comme boisson par addition d'eau et de gingembre râpé, mais il est aussi utilisé comme édulcorant dans les desserts, biscuits et autres produits alimentaires (miso).
Son aspect est proche du nigorizake, l'équivalent du makgeolli coréen et du choujiu (稠酒) chinois.